# Báránd
Báránd é um município da Hungria, situado no condado de Hajdú-Bihar. Tem 42,57 km² de área e sua população em 2015 foi estimada em 2.631 habitantes.